# In a Word or 2
Az In a Word or 2 című album Monie Love második, és egyben utolsó stúdióalbuma, mely 1993. március 23.án jelent meg a Warner Bros kiadásában. Az albumon Marley Marl és Prince is közreműködtek. A Born to B.R.E.E.D című dal remixét Aaron Freedom Lyles készített el. Az album nem lett olyan sikeres, mint első albuma, így csak a 75. helyezésig jutott a Top R&B album és Hip Hop listán.
A Born to B.R.E.E.D című kislemez a Billboard Hot 100-as lista 89. helyéig jutott, míg a Full Term Love 96. helyezett lett szintén ezen a slágerlistán.

## Számlista
1. "Wheel of Fortune"- 3:55
2. "Greasy"- 4:08
3. "Sex U All"- 5:03
4. "Mo' Monie"- 4:14
5. "I'm a Believer"- 3:43
6. "Let a Woman B a Woman"- 4:15
7. "Full Term Love"- 4:44
8. "Born 2 B.R.E.E.D."- 4:06
9. "In a Word or 2"- 3:36
10. "There's a Better Way"- 3:58
11. "4 da Children"- 4:26
12. "Born 2 B.R.E.E.D." (Hip-Hop Mix)- 4:12